# Il mistero della piramide
Il mistero della piramide (Abbott and Costello Meet the Mummy) è un film del 1955 diretto da Charles Lamont ed interpretato da Gianni e Pinotto. È l'ultimo film dove la coppia incontra uno dei personaggi classici dei film horror ed è anche l'ultimo film della coppia prodotto dalla Universal.

## Trama
Gianni e Pinotto si trovano in Egitto proprio quando viene scoperta la tomba di Klaris, il principe delle tenebre. Secondo il professor Zoomer deve esistere nel sarcofago una qualche indicazione per raggiungere la tomba della principessa Ara. Gianni sente che il professor Zoomer ha bisogno di due uomini fidati che scortino la mummia fino in America e decide di andare quella sera stessa con Pinotto dal professore per ottenere l'incarico. Alcuni seguaci di Klaris (membri di una setta che vuole riportare la mummia al suo posto) arrivano prima di loro e uccidono il professore con un proiettile di cerbottana avvelenato. Pinotto fa delle foto al cadavere da inviare anonimamente alla polizia ma nelle foto viene inquadrato pure Gianni che diventa il primo sospettato dell'omicidio. La sera dopo ritornano nella casa di Zoomer perché Gianni è convinto che gli assassini siano ritornati nel luogo dell'omicidio. Nella casa c'è qualcuno ma non sono gli assassini, sono dei mercanti che cercano il medaglione di Klaris, il quale contiene le informazioni per raggiungere la tomba della principessa. Il medaglione viene trovato da Pinotto che riesce a scappare con Gianni.
I due vanno poi in un negozio per vendere l'oggetto ma il negoziante, alla vista dell'amuleto, scappa, dicendo che l'oggetto porta la morte a chi lo possiede. Nel negozio arriva una donna (il capo dei mercanti che si volevano impossessare del medaglione) che offre 100 dollari per l'oggetto. Gianni non ci casca e ne chiede 5000. La donna accetta ma non possiede tale somma con sé, perciò dà appuntamento ai due ad un bar per quella sera; appena la donna esce, ritorna il negoziante che, minacciato dai seguaci di Klaris, chiede di poter acquistare il medaglione. Gianni e Pinotto rifiutano dicendo che hanno avuto già un'offerta; a quel punto vengono inseguiti dai membri della setta ma riescono a fuggire. La sera si recano al luogo dell'appuntamento e anche il cameriere conferma ai due che il medaglione significa morte. A quel punto Gianni prova a darlo di nascosto a Pinotto che finisce col mangiarlo insieme al suo panino. Quando arriva la donna, conduce Pinotto in una sala privata ma in realtà è una trappola. Pinotto cerca di convincere i briganti che si è mangiato il medaglione e le sue parole vengono confermate dall'esame ai raggi X. Il capo della setta di Klaris si finge un archeologo e si offre di esaminare le iscrizioni sul medaglione. Vi è inciso che la tomba di Ara si trova oltre le piramidi vicino ad una grossa pietra. A questo punto si propone di fare da guida dietro compenso; la donna accetta con l'intenzione di ucciderlo una volta arrivata a destinazione.
I briganti conducono anche Gianni e Pinotto con loro per avere "sotto mano" il medaglione. Arrivati nel luogo indicato, Pinotto scopre per sbaglio un passaggio segreto che lo conduce dalla mummia, che non è del tutto morta. In preda al panico riesce a ritrovare l'uscita e ritorna con Gianni nella sala del sarcofago. Alla vista della mummia che si muove i due scappano ancora e incrociano il capo della setta e scoprono la sua vera identità. Una volta fuori dalla tomba riferiscono tutto alla donna che gli ordina di scavare una fossa. Intanto i briganti catturano il capo della setta che viene imbavagliato e nascosto, dopodiché un brigante si traveste da mummia per tendere un tranello ai membri della setta. Anche Gianni ha però la stessa idea e una volta nella tomba si innescano dei divertenti equivoci. La donna, intanto, si prepara a far saltare in aria il posto ma, proprio quando sta per accendere la miccia, arriva Klaris che accidentalmente getta la torcia proprio sull'innesco. La mummia salta in aria insieme ad una parte della tomba e l'esplosione fa aprire il sarcofago della principessa. I seguaci sono disperati perché hanno fallito ma Gianni ha un'idea su come far rimanere vivo il ricordo di questi avvenimenti: Il Caffè Klaris.